# ألان ريفيس
ألان ريفيس (بالإنجليزية: Alan Reeves)‏ (19 نوفمبر 1967 في المملكة المتحدة - ) هو لاعب كرة قدم بريطاني في مركز الدفاع. لعب مع سويندون تاون ونادي روتشديل ونادي غيلينغهام ونورويتش سيتي ونادي تشستر سيتي وHeswall F.C. ‏ ونادي ويمبلدون.

## وصلات خارجية
- ألان ريفيس على موقع قاعدة بيانات كرة القدم.إي يو (الإنجليزية)
- ألان ريفيس على موقع Soccerbase.com (لاعب) (الإنجليزية)
- ألان ريفيس على موقع عالم كرة القدم.نت (الإنجليزية)